# Jacqueline Bracamontes
Jacqueline Bracamontes van Hoorde (n. 23 decembrie 1979, Jalostotitlán Municipality⁠(d), Jalisco, Mexic) este o actriță și un model de origine mexicană.
Este câștigătoarea concursului Miss Mexic (Nuestra Belleza México) . În anul 2000 și în 2001 a reprezentat Mexicul la concursul Miss Univers desfășurat în Puerto Rico. Jacky, este ambasador Hublot și moderatoarea emisiunii „La Voz México".
Cartea  autobiografică se intitulează "La pasarela de mi vida" în care dezvăluie toate experiențele sale de viață, toate iubirile, dar și  adevărul din spatele zvonurilor din mass media. 

## Biografie
Jacqueline Bracamontes s-a născut în Guadalajara, Jalisco,Mexic, fiind primul copil din cei trei ai lui Jesus Bracamontes, fostul antrenor al echipei de fotbal Chivas Rayadas del Guadalajara, și Jacqueline van-Hoorde, mexicană de origine belgiană.
După absolvirea liceului, s-a stabilit în Franța, din dorința de a învăța limba franceză. Mai târziu, la revenirea în Mexic, a pozat pentru mai multe reviste de modă, între timp continuându-și studiile în informații și comunicare. Vorbește spaniolă, franceză și engleză.
Jacqueline este căsătorită cu Martin Fuentes și au împreună cinci fiice: Jacqueline Fuentes Bracamontes (n.29.03.2013) pe care ei o alintă MiniJacky, Carolina Fuentes Bracamontes(n.9.07.2014), Renata Fuentes Bracamontes(n.15.07.2016) și gemenele Paula și Emilia (n. 20.12.2018).

## Telenovele
- 2010: El entrenador
- 2010: Monters vs. Alliens
- 2010: Mujeres Asesinas - Irma în „Irma la de los pieces"
- 2009: Sortilegio - Maria Jose Samaniego de Lombardo - protagonistă 
         și Sandra Betancourt Miranda
- 2008: Las Tontas No Van al Cielo - Candy - protagonistă
- 2007-2008: Al diablo con los guapos - Cándida Morales Alcalde
- 2006: Heridas de Amor - Miranda -protagonistă
- 2006: La Fea Más Bella - Magaly -  apariție specială
- 2004: Rubí... La descarada - Maribel de la Fuente
- 2004: Rubí (telenovelă) - Maribel -  co-protagonistă
- 2003: Alegrijes y Rebujos - Angelica - protagonistă
- 2003: La hora pico: El reventón
- 2002: Teletón (Mexico) - Prezentatoare (2002–2004)
- 2002: ¡Vivan los niños! - Hada de los Dientes
- 2002: Entre el Amor y el Odio - Leonela (Die)
- 2001: Cómplices Al Rescate - Joselyn

## Filmografie
- 2007: Cuando Las Cosas Suceden Mexico